# 地上セグメント

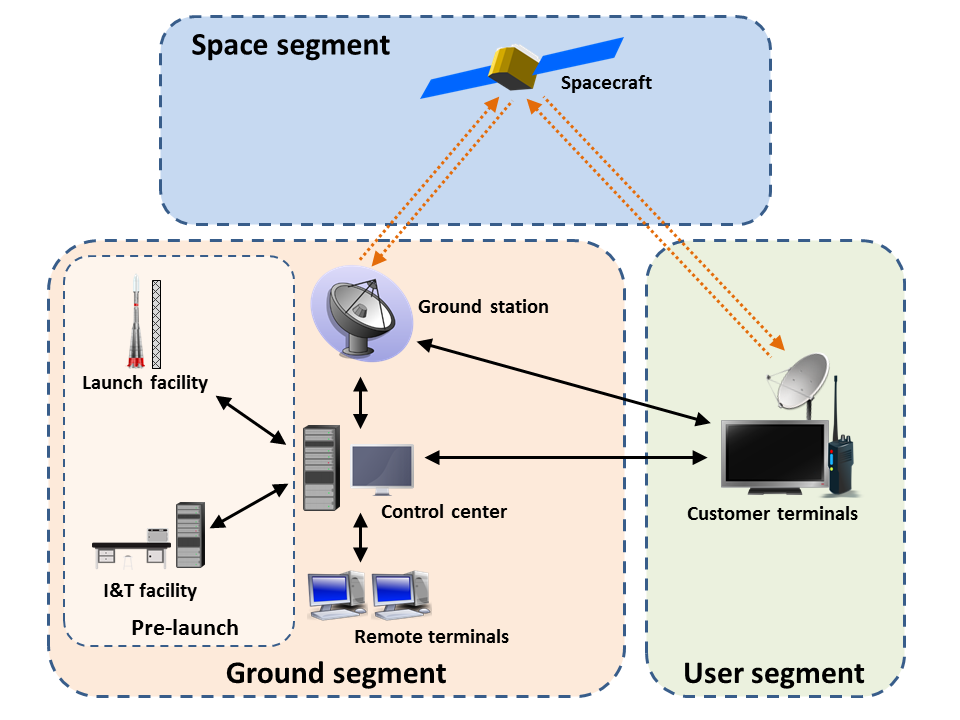
単純化された宇宙機システム。 点線部の橙矢印は無線リンク、実線の黒矢印は地上ネットワークリンクを示す。 (顧客端末は通常、宇宙セグメントのリソースにアクセスするために、示された経路のうち1つだけに依存する)。

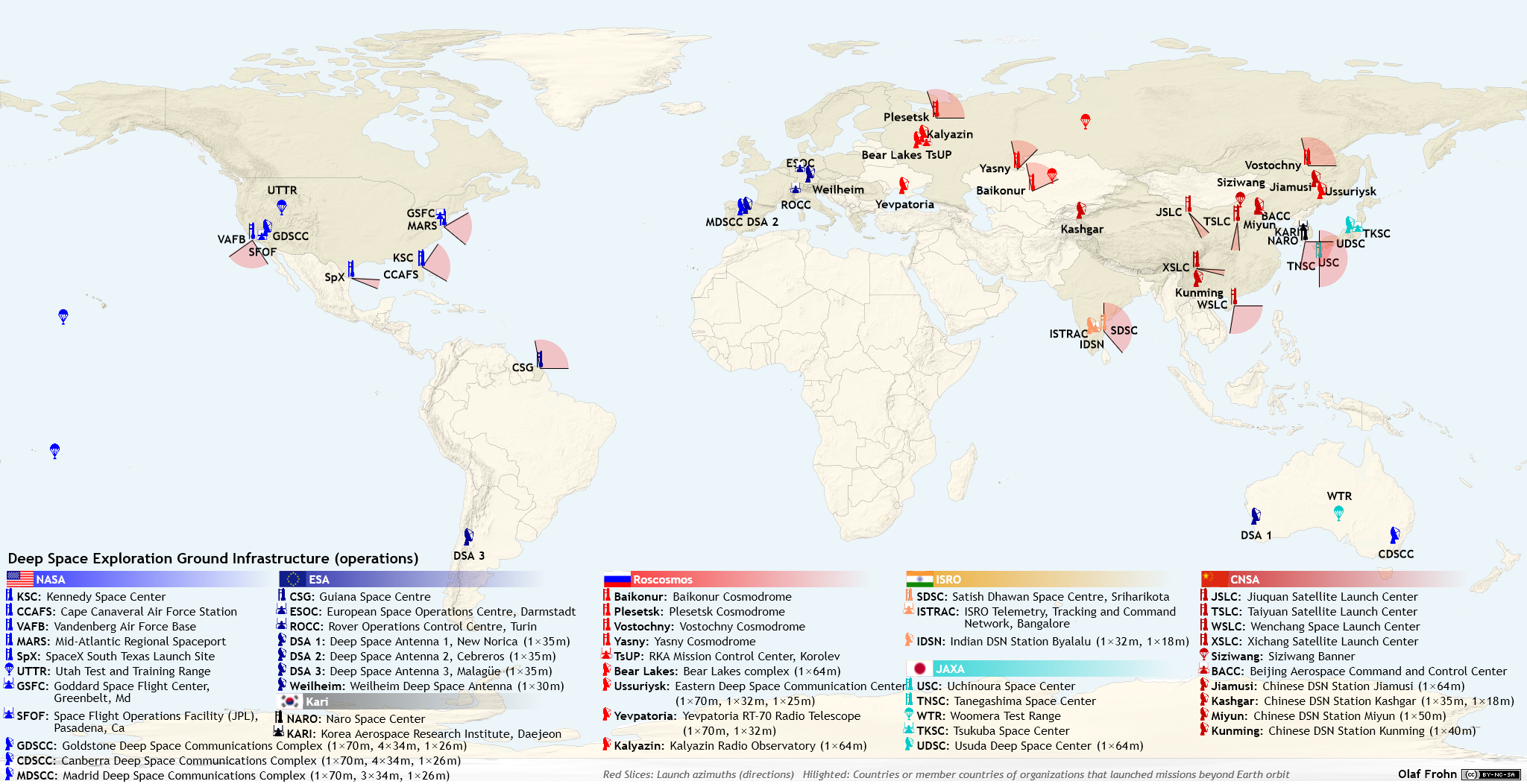
世界の地上セグメントの施設

地上セグメント は、宇宙セグメントやユーザーセグメントとは対象的に、運用者や支援要員が使用する宇宙システムの地上に依拠するすべての要素で構成される。:1 地上セグメントは、宇宙機の管理および地上の関係者間でのペイロードデータ および テレメトリ の配布を可能にする。 地上セグメントの主な要素は次のとおりである。
- 地上局：衛星に対する無線インタフェースを提供する:142
- ミッションコントロールセンター, 宇宙機を管理する:20
- リモート ターミナル, サポート要員が使用する:142
- 宇宙機の インテグレーションおよびテスト の設備
- 射場:21
- 地上ネットワーク, 他の地上要素との間の通信を可能にする:142

これらの要素は、 商用利用 ,軍事利用 , または科学利用 のいずれであっても、ほぼすべての宇宙ミッションに存在する。 これらの要素は、一緒に配置されていることもあれば、地理的に離れていることもあり、また、異なる当事者によって運用されていることもある。.:25 .:480,481

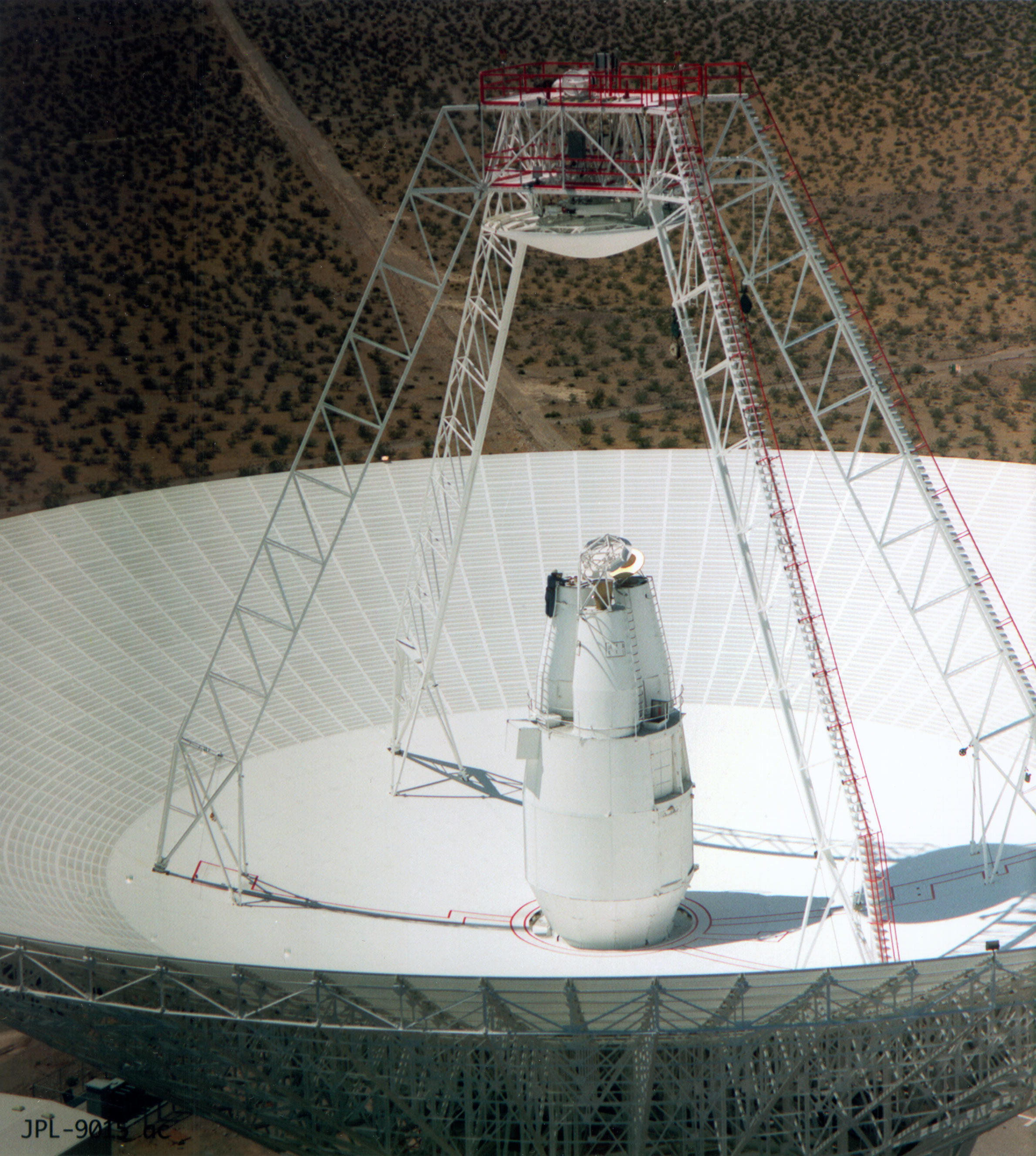
深宇宙ネットワークに属するアンテナ
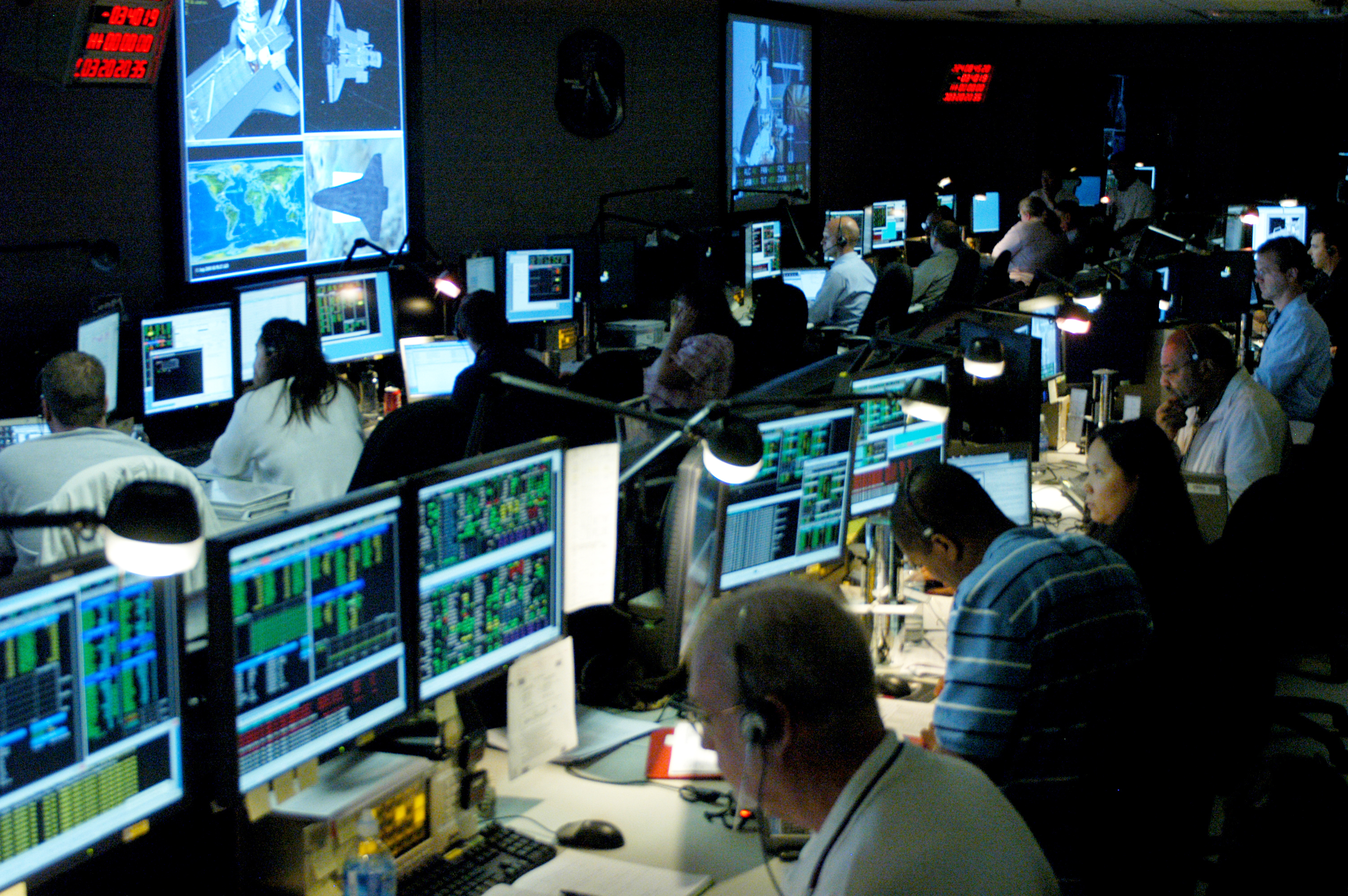
ハッブル宇宙望遠鏡のサービス提供中のゴダード宇宙飛行センターの宇宙望遠鏡運用管制センター
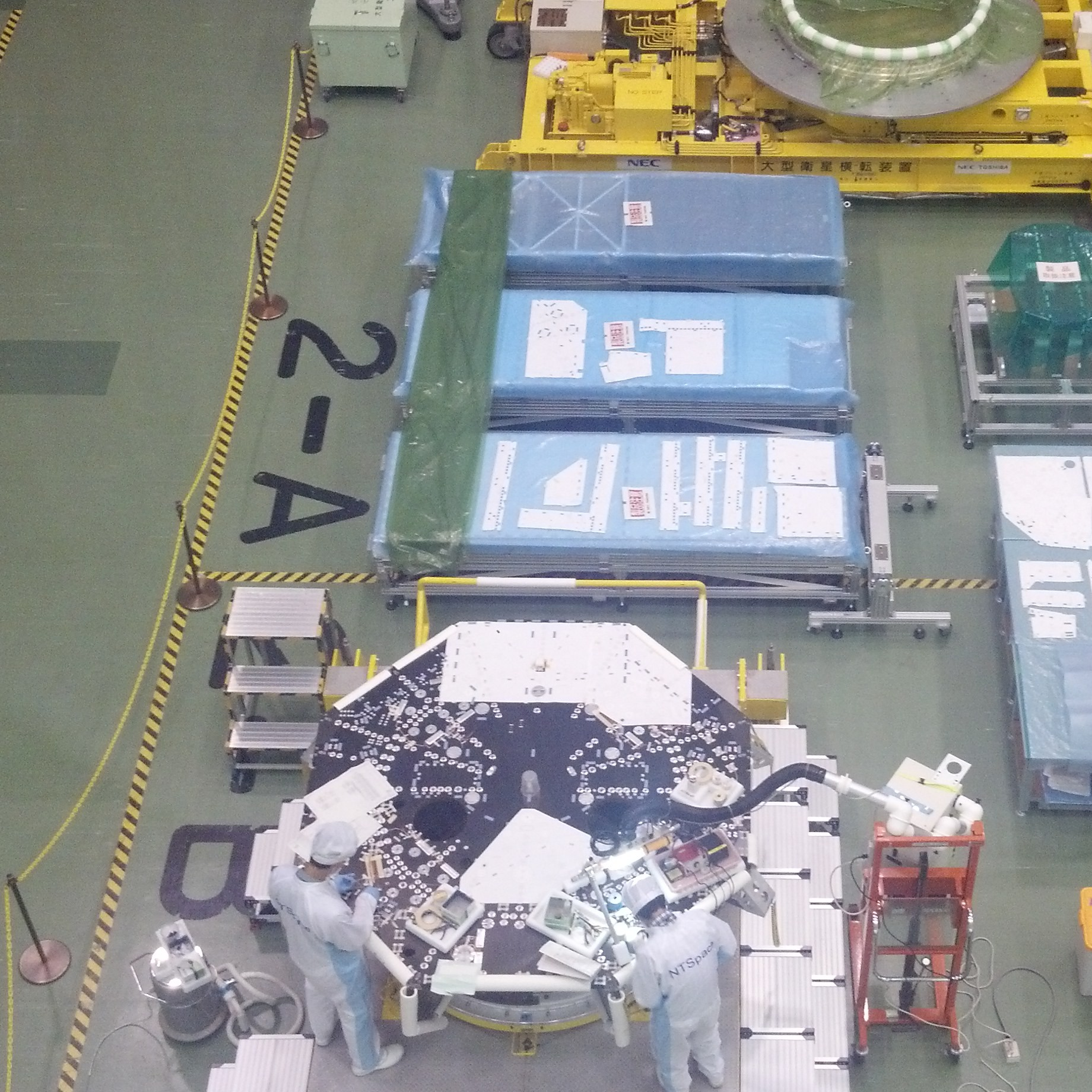
つくば市のJAXA 施設での搭載ハードウェアのインテグレーション
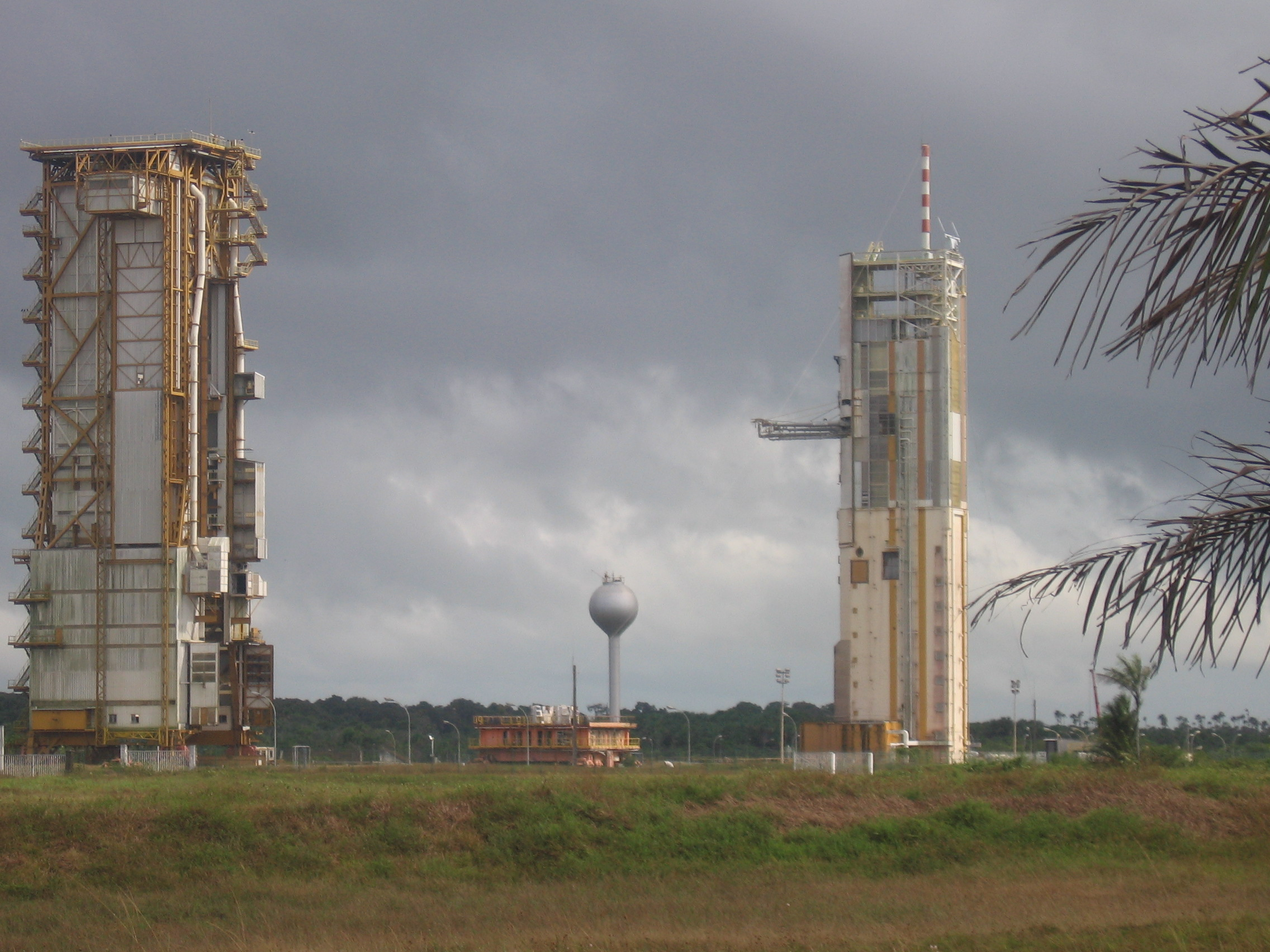
ギアナ宇宙センターの廃止された射場